# Coker University
Die Coker University, bis 2019 Coker College, ist ein College mit etwa 500 Studenten in der Stadt Hartsville in South Carolina. Es wurde 1908 gegründet und war zuerst nur Frauen vorbehalten. Seit dem Zweiten Weltkrieg können auch Männer das College besuchen.
Im Jahr 2006 bezeichnete die Zeitschrift Princeton Review das Coker College als  „A best southeastern Collage (Eines der besten Colleges im Südosten)“. Ähnlich fiel im gleichen Jahr eine Bewertung des Nachrichtenmagazins U.S. News & World Report aus.
Das College unterhält den am Anfang der 1930er Jahre gegründeten botanischen Garten Kalmia Gardens.
2019 wurde das Coker College in Coker University umbenannt.